# Divizia A 1990-1991
La Divizia A 1990-1991 è stata la 73ª edizione della massima serie del campionato di calcio rumeno, disputato tra il 12 agosto 1990 e il 23 giugno 1991 e concluso con la vittoria finale della Universitatea Craiova, al suo quarto titolo.
Capocannoniere del torneo fu Ovidiu Cornel Hanganu (Corvinul Hunedoara), con 24 reti.

## Formula
Come nella stagione precedente le squadre partecipanti furono 18 e disputarono un turno di andata e ritorno per un totale di trentaquattro partite.
Le ultime tre classificate retrocedettero in Divizia B.
Le qualificate alle coppe europee furono quattro: la vincente alla coppa dei Campioni 1991-1992, seconda e terza alla Coppa UEFA 1991-1992 e la finalista della coppa di Romania alla coppa delle Coppe 1991-1992.

## Classifica finale
|    | Classifica            | G  | V  | N  | P  | GF | GS | Dif | Pt |
| -- | --------------------- | -- | -- | -- | -- | -- | -- | --- | -- |
| 1  | Universitatea Craiova | 34 | 22 | 6  | 6  | 74 | 26 | +48 | 50 |
| 2  | Steaua București      | 34 | 20 | 10 | 4  | 67 | 28 | +39 | 50 |
| 3  | Dinamo București      | 34 | 16 | 11 | 7  | 54 | 27 | +27 | 43 |
| 4  | Inter Sibiu           | 34 | 18 | 2  | 14 | 56 | 46 | +10 | 38 |
| 5  | Gloria Bistrița       | 34 | 15 | 7  | 12 | 51 | 38 | +13 | 37 |
| 6  | Politehnica Timișoara | 34 | 14 | 7  | 13 | 45 | 45 | 0   | 35 |
| 7  | Petrolul Ploiești     | 34 | 15 | 5  | 14 | 48 | 49 | -1  | 35 |
| 8  | FC Argeș Pitești      | 34 | 13 | 8  | 13 | 49 | 42 | -7  | 34 |
| 9  | FC Brașov             | 34 | 14 | 6  | 14 | 47 | 45 | +2  | 34 |
| 10 | Farul Constanța       | 34 | 12 | 10 | 12 | 40 | 40 | 0   | 34 |
| 11 | Rapid București       | 34 | 13 | 6  | 15 | 44 | 45 | -1  | 32 |
| 12 | Sportul Studențesc    | 34 | 10 | 12 | 12 | 45 | 53 | -8  | 32 |
| 13 | Dacia Unirea Brăila   | 34 | 13 | 5  | 16 | 33 | 49 | -16 | 31 |
| 14 | Corvinul Hunedoara    | 34 | 15 | 2  | 17 | 47 | 62 | -15 | 30 |
| 15 | FC Bacău              | 34 | 11 | 7  | 16 | 32 | 42 | -10 | 29 |
| 16 | Jiul Petroșani        | 34 | 11 | 6  | 17 | 46 | 65 | -19 | 28 |
| 17 | FC Bihor Oradea       | 34 | 7  | 8  | 19 | 40 | 75 | -35 | 18 |
| 18 | U Cluj                | 34 | 5  | 6  | 23 | 26 | 67 | -41 | 16 |

### Verdetti
- Universitatea Craiova Campione di Romania 1990-91.
- Jiul Petroșani, FC Bihor Oradea e U Cluj retrocesse in Divizia B.

### Qualificazioni alle Coppe europee
- Coppa dei Campioni 1991-1992: Universitatea Craiova qualificato.
- Coppa UEFA 1991-1992: Steaua București e Dinamo București qualificate.